# Selección de baloncesto de Puerto Rico
La selección de baloncesto de Puerto Rico es el equipo formado por jugadores nacidos en Puerto Rico que representa a la Federación de Baloncesto de Puerto Rico (FBPR) en las competiciones internacionales organizadas por la Federación Internacional de Baloncesto (FIBA) o el Comité Olímpico Internacional (COI): los Juegos Olímpicos, la Copa Mundial de Baloncesto y el Campeonato FIBA Américas.
Desde que se unió a la FIBA en 1957, Puerto Rico ha estado compuesta en su mayoría por jugadores nacidos en Puerto Rico y jugadores de ascendencia puertorriqueña nacidos en Estados Unidos como Raymond Gausse, Rick Apodaca, Georgie Torres, Héctor Blondet, Renaldo Balkman, Ramón Clemente, Maurice Harkless, Tyler Davis y muchos otros.

## Historia
La Federación Puertorriqueña de Baloncesto se unió a la FIBA en 1957. Puerto Rico ha participado en nueve Juegos Olímpicos y quince Copas Mundiales, aunque nunca ha ganado una medalla en ninguna de las competiciones.

### Primeros años
La primera aparición de Puerto Rico en un Campeonato Mundial fue en 1959 en Chile, donde, liderado por Juan Vicéns, quien promedió 22 puntos por partido, el equipo terminó quinto con un récord de 3-6. En 1963, en la segunda aparición de Puerto Rico en el Campeonato Mundial que tuvo lugar en Brasil, el equipo, dirigido por Rafael Valle y Juan Vicéns, abrió el torneo ganando dos juegos consecutivos. Sin embargo, después de perder otros seis partidos consecutivos, finalizó su participación con una victoria sobre Italia, obteniendo el sexto lugar.
Regresando de su debut en el puesto 13 en los Juegos Olímpicos de Roma 1960, en Tokio 1964, el equipo pudo alcanzar el cuarto lugar, en buena parte gracias a los aportes del base Juan Vicéns. Este fue, y sigue siendo a partir de 2016, el lugar más alto que haya alcanzado desde el nacimiento del equipo en cualquier Juego Olímpico. Tres años después en Uruguay, en el Campeonato Mundial de 1967, el equipo, dirigido esta vez por Raymond Dalmau, sólo pudo finalizar en el puesto 12, finalizando la década con un 9.º lugar en los Juegos Olímpicos de 1968 en Ciudad de México.
Antes de la década de 1970, a pesar de su desempeño mediocre en los torneos internacionales mundiales, Puerto Rico comenzó a emerger como un jugador poderoso en los torneos regionales, obteniendo medallas en todas las competencias en las que participó (los Juegos Panamericanos, el Centrobasket y los Juegos Centroamericanos y del Caribe). El medallero incluyó dos oros en los Juegos Centroamericanos y del Caribe de 1962 y 1966, fallando sólo en los Juegos Panamericanos de 1967, donde terminó quinto.

### Década de 1970
La década de 1970 trajo algunos momentos memorables para el equipo, en particular una dramática derrota por un punto ante Estados Unidos en los Juegos Olímpicos de 1976 en Montreal, donde una victoria de Puerto Rico habría sido la primera derrota indiscutible en baloncesto para el equipo de Estados Unidos en una competición olímpica. Asimismo, en San Juan se celebraron el Campeonato Mundial de 1974 y los Juegos Panamericanos de 1979, promoviendo el entusiasmo local por el baloncesto internacional y la presencia de Puerto Rico en el mismo. Los lugares 7 y 10 en los Campeonatos Mundiales de 1974 y 1978, donde el equipo, dirigido por Héctor Blondet y Rubén Rodríguez respectivamente, terminaron 2-5 y 4-3, se convirtieron en puntos de inflexión para la selección puertorriqueña. El resultado de 4-3 en 1978 en Filipinas fue la primera vez que el equipo terminó con un récord positivo en un Campeonato Mundial. Estos logros estuvieron acompañados de oros en el Centrobasket de 1973 y los Juegos Centroamericanos y del Caribe de 1978. En total, Puerto Rico continuó su éxito regional y pudo obtener medallas en todas las competencias regionales.

### Década de 1980
La década de 1980 fue muy buena para el equipo, logrando el oro en dos de los primeros cuatro Campeonatos FIBA Américas en 1980 y 1989, y en los Centrobasket de 1985, 1987 y 1989. La medalla de plata en el Torneo de las Américas de 1988 celebrado en Montevideo, Uruguay, aseguró la primera participación olímpica del equipo desde 1976. Habiendo clasificado y ganado el derecho a participar, el equipo puertorriqueño optó por no hacerlo en los Juegos Olímpicos de 1980, celebrada en Moscú, debido al boicot estadounidense a esa competición (al ser una nación autónoma deportivamente, el equipo podría haber participado, pero decidió respetar el boicot). Tampoco participaría en los Juegos Olímpicos de 1984, celebrados en Los Ángeles, porque el equipo no logró clasificarse. Doce años después de su última presentación olímpica, Puerto Rico logró avanzar a la segunda ronda y finalizó séptimo en los Juegos Olímpicos de 1988, celebrados en Seúl. Dos años antes, en el Campeonato Mundial de 1986 en España, la actuación de Puerto Rico le otorgó el décimo lugar, tras no haber podido clasificarse para el Campeonato de Colombia de 1982.

### Década de 1990
Durante la década de 1990, los éxitos del equipo continuaron como de costumbre. Dirigido por José Ortiz, Ramón Rivas, Jerome Mincy, Fico López y Edgar de León. La década comenzó con un cuarto puesto en el Campeonato Mundial de 1990 en Argentina. Esta es la mejor actuación de Puerto Rico en un Campeonato Mundial hasta el momento, derrotando a equipos como Yugoslavia, Argentina y Estados Unidos, pero perdiendo ante la Unión Soviética y luego perdiendo por dos puntos la revancha en tiempo extra ante Estados Unidos. En 1991, de la mano de Raymond Gausse, además de conseguir el oro en el Centrobasket, el equipo también consiguió, por primera vez en el baloncesto, la medalla de oro en los Juegos Panamericanos, que se celebraron en Cuba. El equipo también se clasificó para los Juegos Olímpicos de 1992 en Barcelona, donde llegó a la segunda ronda, perdiendo ante Estados Unidos en su primer juego de la ronda eliminatoria, terminando al final en octavo lugar. En 1993, Puerto Rico firmó su supremacía caribeña en este deporte al ganar el oro tanto en el Centrobasket como en los Juegos Centroamericanos y del Caribe. Esta victoria en el Centrobasket fue la última de una racha de 5 medallas de oro en el torneo. En 1994, el equipo terminó en sexto lugar en el Campeonato Mundial en Canadá, pero ganó el oro en los Juegos de Buena Voluntad de 1994 en San Petersburgo, Rusia, derrotando a equipos como Croacia, Rusia, Brasil e Italia. Fue entonces cuando Puerto Rico comenzó a clasificarse como uno de los 10 mejores equipos internacionales. Después de haber ganado el oro en 1995 en el Campeonato Preolímpico FIBA Américas, en 1996 en los Juegos Olímpicos, el equipo quedó décimo en Atlanta, mientras que en 1998 quedó 11.º en el Campeonato Mundial en Grecia.
En 1994, la selección nacional de baloncesto de Puerto Rico ganó la medalla de oro en los Juegos de Buena Voluntad de 1994 en Rusia, venciendo a Italia, 94–80, en el juego por la medalla de oro.

### 2000-2004
Este ciclo olímpico no le fue bien al equipo a nivel internacional, aunque sí tuvo grandes momentos y tuvo un buen desempeño a nivel local. Después de no haber podido clasificarse para los Juegos Olímpicos de 2000 en Sídney, Australia, con su cuarto lugar en el Campeonato FIBA Américas de 1999 celebrado en San Juan, Puerto Rico, en 2001 el equipo pudo recuperar su título del Centrobasket, con un triunfo en México. Más tarde ese año, el equipo repitió su cuarto lugar en el Campeonato FIBA Américas de 2001 en Argentina.
En 2002, el equipo tuvo una gran actuación en el Campeonato Mundial celebrado en Indianápolis, Estados Unidos. El equipo venció a los 3 mejores equipos europeos de ese momento; la eventual campeona Yugoslavia, Turquía y España. Puerto Rico, con un récord de 5-1 al ingresar a los cuartos de final, perdió su oportunidad de ingresar a la ronda de medallas solo por una dramática derrota de 2 puntos ante Nueva Zelanda, y finalmente quedó séptimo. Cabe mencionar que Carlos Arroyo debutó en este torneo.
En 2003, el equipo también obtuvo el oro en el Centrobasket, celebrado en México, pero sólo pudo lograr la medalla de bronce en el Campeonato FIBA Américas y los Juegos Panamericanos. Al alcanzar su final número 16 en el Centrobasket, Puerto Rico conquistó la medalla de plata en el Centrobasket 2004, perdiendo ante el anfitrión República Dominicana, 75–74, en el juego de campeonato.
El 15 de agosto de 2004, en los Juegos Olímpicos de Atenas 2004, Puerto Rico se convirtió en el segundo equipo en la historia en derrotar al equipo olímpico de baloncesto de los Estados Unidos, registrando sólo la tercera derrota en una competencia olímpica para el equipo de los Estados Unidos, y la primera desde que a los jugadores de la NBA se les permitió competir. El resultado 92-73 de ese juego es, a partir de 2016, la victoria más desigual contra Estados Unidos (jugadores universitarios o de la NBA) en la historia del baloncesto olímpico. El otro equipo que derrotó a Estados Unidos fue la Unión Soviética en el partido por la medalla de oro de 1972 (cuyo resultado aún está en disputa) y las semifinales de 1988.

### 2005-2008
En 2005, Puerto Rico fue invitado a jugar la Copa de Campeones Continental Stanković 2005 en Pekín, donde perdió los cinco juegos y terminó en sexto lugar. Aun así, al no haber podido clasificar directamente al Campeonato Mundial de 2006 al lograr un séptimo lugar en el Campeonato FIBA Américas de 2005 en Santo Domingo, debido a su gran tradición, en noviembre de 2005, Puerto Rico recibió una invitación para participar en el torneo Mundial como comodín, junto con Italia, Serbia y Montenegro y Turquía. En camino al Campeonato Mundial, Puerto Rico ganó el bronce en el Centrobasket de 2006, perdiendo la clasificación automática al torneo de 2008, pero recuperándose a tiempo para ganar el oro en los Juegos Centroamericanos y del Caribe de 2006. Posteriormente, en la fase de grupos del Campeonato Mundial de 2006, que se disputó en Japón, Puerto Rico comenzó con victorias sobre Senegal y China, pero perdió eliminatorias contra Estados Unidos, Italia y Eslovenia. La aplicación de un segundo desempate por diferencia de puntos a Eslovenia, China y Puerto Rico, cada uno con un porcentaje de victorias de .400, ubicó a Puerto Rico quinto en el Grupo D, impidiendo que el equipo avanzara a la ronda eliminatoria por primera vez desde 1986; Puerto Rico finalmente quedó en el puesto 17 entre 24, siendo esa su actuación más tímida en mucho tiempo. El año siguiente comenzó con Puerto Rico obteniendo su quinta medalla de plata en los Juegos Panamericanos de 2007, seguido de la primera participación del equipo en un torneo Caribebasket, debutando contra Trinidad y Tobago. Aunque el equipo no contó con la participación de Daniel Santiago ni Rick Apodaca, Puerto Rico ganó el torneo invicto, lo que significó su clasificación al Centrobasket 2008. Más tarde ese año, Puerto Rico comenzó a albergar un torneo de exhibición llamado Copa del Campeonato Continental Marchand con el fin de prepararse para el Campeonato FIBA Américas de 2007. Después de jugar contra Brasil, Canadá y Argentina, Puerto Rico perdió los tres juegos, terminando en el cuarto lugar. El año terminó con un bronce en el Campeonato FIBA Américas. El 31 de enero de 2008 tuvo lugar el sorteo del Torneo Preolímpico FIBA, que colocó a Puerto Rico en el mismo grupo que Croacia y Camerún, donde su ganador tendría que enfrentarse al segundo lugar del Grupo C. Tras este evento, el presidente de la Liga Nacional de Baloncesto Superior confirmó que el equipo jugaría partidos de exhibición en la Supercopa de Bamberg 2008 en Alemania contra Grecia, Eslovenia y el anfitrión, a partir del 4 de julio de 2008. Luego, seguiría una segunda serie de partidos de exhibición, programados para comenzar el 8 de julio de 2008, en Eslovenia: la Copa Internacional Alpos 2008, donde el equipo se enfrentaría a Nueva Zelanda, Irán y los anfitriones. Luego de estos torneos preparatorios, el equipo entrenaría hasta el inicio del Torneo Preolímpico. El equipo comenzó a practicar el 19 de mayo de 2008 e incluyó a varios jugadores que estaban bajo consideración para su inclusión por Cintrón. El 4 de junio de 2008, Daniel Santiago confirmó que abandonaría su retiro internacional y jugaría con Puerto Rico en el Torneo Preolímpico. Santiago anunció que se uniría al equipo en julio, luego de un juego de exhibición. Javier Mojica, Alejandro Carmona y Joel Jones fueron incluidos como miembros potenciales en el equipo preliminar. El 1 de julio de 2008, horas antes de que el equipo viajara a Europa, Ángelo Reyes fue excluido tras no establecer comunicación con las directivas. Reyes fue reemplazado por Alex Falcón. Posteriormente, Reyes solicitó una dispensa para atender asuntos personales, señalando que tenía intención de incorporarse al equipo en una semana; sin embargo, no fue incluido por limitaciones de tiempo. En el primer partido de la Supercopa de Bamberg, Puerto Rico derrotó a Alemania con un equipo compuesto en su mayoría por jugadores de reserva, ya que Carlos Arroyo, Santiago, Larry Ayuso y Carmelo Lee asistían a otros compromisos. Puerto Rico continuó jugando con estos jugadores, terminando segundo, luego de perder el último partido ante Grecia, quien entró a la copa con toda su alineación. Santiago y Ayuso se incorporaron a las prácticas el 5 de julio de 2008, cuando Puerto Rico viajó a Eslovenia, donde se disputaba la Copa Internacional Alpos. El primer partido del torneo fue una victoria contra Nueva Zelanda, seguida de otra victoria en las semifinales sobre Irán. Al final, Puerto Rico terminó segundo, perdiendo ante Eslovenia en la final. El Torneo Preolímpico comenzó el 14 de julio de 2008, pero el debut de Puerto Rico se produjo al día siguiente, cuando el equipo derrotó a Camerún y avanzó a la segunda ronda, debido a una derrota que había sufrido el equipo africano durante el primer día de competencia. En su segundo partido, el equipo perdió ante Croacia, pero en cuartos de final derrotó a Eslovenia. El equipo no se clasificó para los Juegos Olímpicos, después de perder ante Grecia en las semifinales y ante Alemania en el juego por la medalla de bronce del torneo. 

### 2008-2012
Este ciclo olímpico inició con el Centrobasket 2008. Después de no haber podido clasificar directamente, el lugar de Puerto Rico quedó asegurado después de su primera y única participación en el Caribebasket 2007, donde Puerto Rico ganó todos los juegos de la primera ronda por más de 25 puntos y ganó el oro. El Centrobasket 2008 estaba previsto que se llevara a cabo antes del Torneo Preolímpico, pero por cuestiones de tiempo se pospuso. Un grupo de prospectos fue incluido en el roster para reemplazar a Peter John Ramos y Ricky Sánchez, quienes resultaron lesionados. Entre los incluidos estaba Ángel Daniel Vassallo, quien jugaba como alero en Virginia Tech. En el primer juego del torneo, Puerto Rico derrotó a Costa Rica. En los otros dos juegos de la primera ronda, el equipo derrotó a Cuba y Panamá. Durante el transcurso del evento, Carlos Arroyo y Larry Ayuso se vieron obligados a descansar un partido debido a lesiones. En las semifinales, el equipo obtuvo una victoria sobre la República Dominicana. Puerto Rico ganó la medalla de oro al derrotar a las Islas Vírgenes Estadounidenses en la final. El equipo se aseguró un lugar para el Campeonato Mundial FIBA 2010 al terminar en 1 de los 4 primeros lugares en el Campeonato FIBA Américas de 2009. Al final, Puerto Rico terminó el torneo con la medalla de plata, habiendo perdido el partido contra Argentina en la fase de grupos y la final contra Brasil. A la espera de su actuación en el Campeonato Mundial FIBA 2010, este ciclo ha tenido a Puerto Rico con un récord de 19-2 (Caribebasket 6-0, Centrobasket 5-0, FIBA Américas 8-2), sin contar el segundo puesto en el Campeonato Mundial FIBA 2010, Copa Campeonato Continental Marchand 2009, donde Puerto Rico ganó los juegos de exhibición contra Argentina y Canadá, pero perdió la final ante Brasil.
En el Centrobasket 2010, Puerto Rico ganó el Grupo B y Cuba terminó segundo. El equipo derrotó a Panamá en semifinales y a República Dominicana en la final para ganar la medalla de oro. Arroyo y Barea fueron incluidos en el Equipo de Estrellas del torneo.
En 2010, la Federación Puertorriqueña de Baloncesto relevó a Manolo Cintrón de sus funciones de entrenador, y el 8 de junio de 2011, la Federación anunció oficialmente al nuevo entrenador del equipo nacional, Flor Meléndez, que será la segunda etapa de Meléndez con el equipo como entrenador en jefe.
El 27 de agosto de 2011, un avión fletado que transportaba al equipo y a las selecciones nacionales de baloncesto de Canadá, República Dominicana y Brasil desde Foz de Iguazú, Brasil, a Mar del Plata, Argentina, realizó un aterrizaje de emergencia en el Aeropuerto Internacional de Ezeiza, Buenos Aires, Argentina, después de experimentar condiciones climáticas severas en pleno vuelo. El avión partió hacia Mar del Plata una hora y media después de aterrizar.

### 2019
El 26 de febrero de 2019, Puerto Rico derrotó a la selección uruguaya de baloncesto 65-61, asegurando su entrada a la Copa Mundial de Baloncesto FIBA 2019 en China. Fueron sorteados en el Grupo C, enfrentándose a España, segunda clasificada junto con Irán y Túnez. Puerto Rico se enfrentará a Irán y Túnez por primera vez.

### Copa Mundial de Baloncesto 2023
El 27 de julio de 2023, los New Orleans Pelicans anunciaron que, por razones de precaución, la estrella estadounidense de origen mexicano y puertorriqueño, el base José Alvarado se perdería la Copa Mundial FIBA 2023 para permitirle recuperarse para la próxima temporada de la NBA.
El 10 de agosto de 2023, FIBA había anunciado los grupos de Clasificatorios de la AmeriCup 2025, colocando a Puerto Rico en el Grupo D con Estados Unidos, Cuba y Bahamas.
Arnaldo Toro fue el único jugador nacido en Puerto Rico de la selección, siendo los restantes jugadores 10 de Estados Unidos y uno de Cuba.
La selección de Puerto Rico se clasificó para el preolímpico del año 2024, ya que quedó en el puesto 12 de 32 selecciones.

## Uniforme
Durante la mayor parte de la década de 1980 y hasta finales de la de 1990, el equipo vistió un uniforme de color sólido, con líneas acentuadas y la palabra "Puerto Rico" escrita en cursiva estilizada. Hoy en día, el uniforme de la selección nacional se asemeja a una bandera puertorriqueña, pero también incluye las tradicionales letras puertorriqueñas en cursiva. Los uniformes son rojos o azules para el estado "local" y blancos para el estado "visitante".

## Plantilla
- Lista de jugadores convocados que disputaron la Copa Mundial de Baloncesto de 2023.[20]

| Puerto Rico              | Puerto Rico          | Puerto Rico | Puerto Rico | Puerto Rico | Puerto Rico             |
| Num                      | Jugador              | Pos         | Altura      | Edad        | Equipo                  |
| ------------------------ | -------------------- | ----------- | ----------- | ----------- | ----------------------- |
| 00                       | John Holland         | A           | 1,96 m      | 34          | Hapoel Tel Aviv         |
| 0                        | Isaiah Piñeiro       | AP          | 2,01 m      | 28          | Piratas de Quebradillas |
| 1                        | George Conditt IV    | A           | 2,12 m      | 23          | Gigantes de Carolina    |
| 3                        | Jordan Howard        | B           | 1,80 m      | 27          | GeVi Napoli             |
| 11                       | Stephen Thompson Jr. | E           | 1,94 m      | 26          | Vaqueros de Bayamón     |
| 12                       | Aleem Ford           | A           | 2,03 m      | 25          | Leones de Ponce         |
| 21                       | Justin Reyes         | A           | 1,93 m      | 28          | Pallacanestro Varese    |
| 28                       | Ismael Romero        | P           | 2,03 m      | 32          | Vaqueros de Bayamón     |
| 32                       | Chris Ortiz          | AP          | 2,02 m      | 30          | Osos de Manatí          |
| 41                       | Arnaldo Toro         | AP          | 2,02 m      | 25          | Cariduros de Fajardo    |
| 51                       | Tremont Waters       | B           | 1,80 m      | 25          | Gigantes de Carolina    |
| 55                       | Ethan Thompson       | E           | 1,96 m      | 24          | Windy City Bulls        |
| Entrenador: Nelson Colón |                      |             |             |             |                         |

## Partidos

### Próximos partidos
| Fecha                   | Ciudad            | Competición                               | Local                          |                                                 | Resultado |                                    | Visitante            |
| ----------------------- | ----------------- | ----------------------------------------- | ------------------------------ | ----------------------------------------------- | --------- | ---------------------------------- | -------------------- |
| 25 de agosto de 2022    | San Juan          | Clasificación Mundial 2023                | Puerto Rico                    | Bandera de Puerto Rico                          | 75:72     | Bandera de Brasil                  | Brasil               |
| 29 de agosto de 2022    | Montevideo        | Clasificación Mundial 2023                | Uruguay                        | Bandera de Uruguay                              | 78:70     | Bandera de Puerto Rico             | Puerto Rico          |
| 3 de septiembre de 2022 | Recife            | FIBA AmeriCup 2022                        | Puerto Rico                    | Bandera de Puerto Rico                          | 88:82     | Bandera de la República Dominicana | República Dominicana |
| 4 de septiembre de 2022 | Recife            | FIBA AmeriCup 2022                        | Argentina                      | Bandera de Argentina                            | 99:86     | Bandera de Puerto Rico             | Puerto Rico          |
| 6 de septiembre de 2022 | Recife            | FIBA AmeriCup 2022                        | Islas Vírgenes Estadounidenses | Bandera de Islas Vírgenes de los Estados Unidos | 73:76     | Bandera de Puerto Rico             | Puerto Rico          |
| 8 de septiembre de 2022 | Recife            | FIBA AmeriCup 2022                        | Estados Unidos                 | Bandera de Estados Unidos                       | 85:84     | Bandera de Puerto Rico             | Puerto Rico          |
| 11 de noviembre de 2022 | San Juan          | Clasificación Mundial 2023                | Puerto Rico                    | Bandera de Puerto Rico                          | 91:79     | Bandera de Colombia                | Colombia             |
| 14 de noviembre de 2022 | San Juan          | Clasificación Mundial 2023                | Puerto Rico                    | Bandera de Puerto Rico                          | 76:68     | Bandera de Uruguay                 | Uruguay              |
| 23 de febrero de 2023   | Santa Cruz do Sul | Clasificación Mundial 2023                | Brasil                         | Bandera de Brasil                               | 90:92     | Bandera de Puerto Rico             | Puerto Rico          |
| 26 de febrero de 2023   | Medellín          | Clasificación Mundial 2023                | Colombia                       | Bandera de Colombia                             | 80:87     | Bandera de Puerto Rico             | Puerto Rico          |
| 1 de julio de 2023      | San Salvador      | Juegos Centroamericanos y del Caribe 2023 | México                         | Bandera de México                               | 64:53     | Bandera de Puerto Rico             | Puerto Rico          |
| 2 de julio de 2023      | San Salvador      | Juegos Centroamericanos y del Caribe 2023 | Puerto Rico                    | Bandera de Puerto Rico                          | 90:84     | Bandera de Cuba                    | Cuba                 |
| 3 de julio de 2023      | San Salvador      | Juegos Centroamericanos y del Caribe 2023 | Puerto Rico                    | Bandera de Puerto Rico                          | 93:72     | Bandera de El Salvador             | El Salvador          |
| 4 de julio de 2023      | San Salvador      | Juegos Centroamericanos y del Caribe 2023 | República Dominicana           | Bandera de la República Dominicana              | 91:84     | Bandera de Puerto Rico             | Puerto Rico          |
| 5 de julio de 2023      | San Salvador      | Juegos Centroamericanos y del Caribe 2023 | Nicaragua                      | Bandera de Nicaragua                            | 59:79     | Bandera de Puerto Rico             | Puerto Rico          |
| 26 de agosto de 2023    | Ciudad Quezon     | Copa Mundial 2023                         | Sudán del Sur                  | Bandera de Sudán del Sur                        | 96:101    | Bandera de Puerto Rico             | Puerto Rico          |
| 28 de agosto de 2023    | Ciudad Quezon     | Copa Mundial 2023                         | Puerto Rico                    | Bandera de Puerto Rico                          | 77:94     | Bandera de Serbia                  | Serbia               |
| 30 de agosto de 2023    | Ciudad Quezon     | Copa Mundial 2023                         | China                          | Bandera de la República Popular China           | 89:107    | Bandera de Puerto Rico             | Puerto Rico          |
| 1 de septiembre de 2023 | Ciudad Quezon     | Copa Mundial 2023                         | República Dominicana           | Bandera de la República Dominicana              | 97:102    | Bandera de Puerto Rico             | Puerto Rico          |
| 3 de septiembre de 2023 | Ciudad Quezon     | Copa Mundial 2023                         | Italia                         | Bandera de Italia                               | 73:57     | Bandera de Puerto Rico             | Puerto Rico          |

## Entrenadores
| - Víctor Mario Pérez: 1959 - Howie Shannon: 1960–1963 - José Garrige: 1963 - Lou Rossini: 1964–1967 - Fufi Santori: 1967 - Lou Rossini: 1968–1972 - Gene Bartow: 1972–1974 |  | - Armando Torres: 1974–1976 - Tom Nissalke: 1976–1978 - Víctor Ojeda: 1978–1986 - Ángel Cancel: 1986–1988 - Armando Torres: 1988–1990 - Raymond Dalmau: 1990–1994 - Carlos Morales: 1994–2002 |  | - Julio Toro: 2002–2006 - Manolo Cintrón: 2010–2011 - Flor Meléndez: 2011–2013 - Paco Olmos: 2013–2014 - Rick Pitino: 2015 - Eddie Casiano: 2016–2021 - Nelson Colón: 2021–presente |

## Plantillas anteriores
- Campeonato Mundial 1959: finalizó 5° de 13 equipos.

Alfonso Lastra, Juan Vicéns, Juan Ramón Báez, José Ángel Cestero, Johnny Rodríguez, Evelio Droz, John Morales, José Antonio Casillas, Martín Jiménez, José Ruano, Salvador Dijols. Entrenador: Víctor Mario Pérez
- Juegos Olímpicos 1960: finalizó 13° de 16 equipos.

Juan Vicéns, Teófilo Cruz, Evelio Droz, Juan Ramón Báez, José Ángel Cestero, José Antonio Casillas, Johnny Rodríguez, Rafael Valle, José Santori, Ángel Cancel, John Morales, César Bocachica. Entrenador: Howie Shannon
- Campeonato Mundial 1963: finalizó 6° de 13 equipos.

Juan Vicéns, Juan Ramón Báez, Bill McCadney, Rafael Valle, Evelio Droz, Salvador Dijols, Eduardo Álvarez, César Bocachica, Ramón Siragusa, Tomás Gutiérrez, Ángel Cancel, Armando Torres. Entrenador: José Garrige
- Juegos Olímpicos 1964: finalizó 4° de 16 equipos.

Teófilo Cruz, Juan Vicéns, Bill McCadney, Juan Ramón Báez, Tomás Gutiérrez, Evelio Droz, Rubén Adorno, Ángel Cancel, Martín Anza, Alberto Zamot, Jaime Frontera, Ángel García. Entrenador: Lou Rossini
- Campeonato Mundial 1967: finalizó 12° de 13 equipos.

Raymond Dalmau, Bill McCadney, Tomás Gutiérrez, Ángel Cancel, Rafael Rivera, Gustavo Mattei, Francisco Cordova, Mariano Ortiz, Alberto Zamot, Víctor Cuevas, Adolfo Porrata, Richard Pietri. Entrenador: José Santori Coll
- Juegos Olímpicos 1968: finalizó 9° de 16 equipos.

Raymond Dalmau, Teófilo Cruz, Bill McCadney, Joe Hatton, Rubén Adorno, Alberto Zamot, Ángel Cancel, Tomás Gutiérrez, Mariano Ortiz, Francisco Cordova, Jaime Frontera, Adolfo Porrata. Entrenador: Lou Rossini
- Juegos Olímpicos 1972: finalizó 6° de 16 equipos.

Teófilo Cruz, Raymond Dalmau, Héctor Blondet, Neftalí Rivera, Rubén Rodríguez, Joe Hutton, Mariano Ortiz, Billy Baum, Earl Brown, Miguel Coll, Jimmy Thordsen, Ricardo Calzada. Entrenador: Gene Bartow
- Campeonato Mundial 1974: finalizó 7° de 14 equipos.

Teófilo Cruz, Raymond Dalmau, Neftalí Rivera, Héctor Blondet, Rubén Rodríguez, Jimmy Thordsen, Mariano Ortiz, Michael Vicéns, Rubén Montañez, Carlos Bermúdez, José Pacheco, Luis Brignoni. Entrenador: Armando Torres
- Juegos Olímpicos 1976: finalizó 9° de 12 equipos.

Teófilo Cruz, Raymond Dalmau, Neftalí Rivera, Earl Brown, Héctor Blondet, Jimmy Thordsen, Mariano Ortiz, Michael Vicéns, Roberto Álvarez, Alfred Lee, Rubén Rodríguez, Luis Brignoni. Entrenador: Tom Nissalke
- Campeonato Mundial 1978: finalizó 10° de 14 equipos.

Raymond Dalmau, Neftalí Rivera, Rubén Rodríguez, Ángel Santiago, Steven Sewell, Héctor Olivencia, Willie Quiñones, Georgie Torres, Carlos Bermúdez, Mario Morales, J. Villet, O. Rodríguez. Entrenador: Víctor Ojeda
- Campeonato Mundial 1986: finalizó 13° de 24 equipos.

Federico López, Ramón Rivas, Jerome Mincy, Angelo Cruz, Félix Rivera, Édgar de León, Wesley Correa, José Sosa, Orlando Febres, Frankie Torruellas, Mario Morales, Francisco de León. Entrenador: Ángel Cancel
- Juegos Olímpicos 1988: finalizó 7° de 12 equipos.

Federico López, José Ortiz, Ramón Ramos, Jerome Mincy, Ramón Rivas, Angelo Cruz, Édgar de León, Mario Morales, Roberto Ríos, Francisco de León, Raymond Gausse, Vicente Ithier. Entrenador: Armando Torres
- Campeonato Mundial 1990: finalizó 4° de 16 equipos.

Federico López, José Ortiz, Ramón Rivas, Jerome Mincy, Angelo Cruz, Édgar de León, James Carter, Francisco de León, Georgie Torres, Raymond Gausse, José Agosto, Orlando Marrero. Entrenador: Raymond Dalmau
- Juegos Olímpicos 1992: finalizó 8° de 12 equipos.

José Ortiz, Federico López, Eddie Casiano, Ramón Rivas, Jerome Mincy, Édgar de León, James Carter, Mario Morales, Richard Soto, Raymond Gausse, Edwin Pellot, Javier Antonio Colón. Entrenador: Raymond Dalmau
- Campeonato Mundial 1994: finalizó 6° de 16 equipos.

José Ortiz, Federico López, Eddie Casiano, Édgar de León, Jerome Mincy, James Carter, Orlando Vega, Félix Pérez, Rubén Colón, Dean Borges, Javier Colón, Luis Ramón Allende. Entrenador: Carlos Morales
- Juegos Olímpicos 1996: finalizó 10° de 12 equipos.

José Ortiz, Ramón Rivas, Daniel Santiago, Pablo Alicea, Édgar Padilla, Jerome Mincy, Richard Soto, Eddie Rivera, Georgie Torres, Carmelo Travieso, Eugenio Soto, Luis Joel Curbelo. Entrenador: Carlos Morales
- Campeonato Mundial 1998: finalizó 11° de 16 equipos.

José Ortiz, Eddie Casiano, Orlando Vega, Daniel Santiago, Jerome Mincy, James Carter, Eugenio Soto, Édgar de León, Carmelo Travieso, Eddin Santiago, Javier Colón, Rolando Hourruitiner. Entrenador: Carlos Morales
- Campeonato Mundial 2002: finalizó 7° de 16 equipos.

Carlos Arroyo, Larry Ayuso, Daniel Santiago, José Ortiz, Rick Apodaca, Jerome Mincy, Christian Dalmau, Raymond Dalmau, Rolando Hourruitiner, Luis Ramón Allende, Antonio Látimer, Félix Javier Pérez. Entrenador: Julio Toro
- Juegos Olímpicos 2004: finalizó 6° de 12 equipos.

Carlos Arroyo, Larry Ayuso, José Ortiz, Daniel Santiago, Eddie Casiano, Rick Apodaca, Christian Dalmau, Sharif Fajardo, Peter John Ramos, Bobby Joe Hatton, Rolando Hourruitiner, Jorge Luis Rivera. Entrenador: Julio Toro
- Campeonato Mundial 2006: finalizó 17° de 24 equipos.

Carlos Arroyo, David Huertas, Daniel Santiago, Rick Apodaca, Guillermo Díaz, Peter John Ramos, Bobby Joe Hatton, Antonio Látimer, Carmelo Lee, Filiberto Rivera, Manuel Antonio Narvaez, Angelo Luis Reyes. Entrenador: Julio Toro
- Campeonato Mundial 2010: finalizó 18° de 24 equipos.

Peter John Ramos, José Juan Barea, Filiberto Rivera, Carlos Arroyo, Ángel Daniel Vassallo, Guillermo Díaz, David Huertas, Ricky Sánchez, Nathan Peavy, Renaldo Balkman, Carmelo Lee, Daniel Santiago. Entrenador: Manolo Cintrón
- Copa Mundial 2014: finalizó 19° de 24 equipos.

Ramón Clemente, José Juan Barea, Alex Franklin, Carlos Arroyo, Ángel Daniel Vassallo, Carlos Rivera, Jorge Bryan Díaz, Ricky Sánchez, David Huertas, Renaldo Balkman, Alex Galindo, Daniel Santiago. Entrenador: Paco Olmos
- Copa Mundial 2019: finalizó 15° de 32 equipos.

Isaiah Piñeiro, Ramón Clemente, Devon Collier, Gary Browne, Jorge Bryan Díaz, Ángel Rodríguez, Gian Clavell, David Huertas, Renaldo Balkman, Alex Franklin, Chris Brady, Javier Mojica. Entrenador: Eddie Casiano
- Copa Mundial 2023: finalizó 12° de 32 equipos.

John Holland, Isaiah Piñeiro, George Conditt IV, Jordan Howard, Stephen Thompson Jr., Aleem Ford, Justin Reyes, Ismael Romero, Chris Ortiz, Arnaldo Toro, Tremont Waters, Ethan Thompson. Entrenador: Nelson Colón

## Historial

### Copa Mundial
Resultado General: 9.º puesto
| Copa Mundial de Baloncesto |
| --- |
| - 1950: No calificó - 1954: No calificó - 1959: 5° Lugar - 1963: 6° Lugar - 1967: 12° Lugar - 1970: No calificó - 1974: 7° Lugar - 1978: 10° Lugar - 1982: No calificó - 1986: 13° Lugar - 1990: 4° Lugar - 1994: 6° Lugar - 1998: 11° Lugar - 2002: 7° Lugar - 2006: 17° Lugar - 2010: 18° Lugar - 2014: 19° Lugar - 2019: 15° Lugar - 2023: 12° Lugar - 2027: TBD |

### Juegos Olímpicos
| Baloncesto en los Juegos Olímpicos |
| --- |
| - Berlín 1936: No calificó - Londres 1948: No calificó - Helsinki 1952: No calificó - Melbourne 1956: No calificó - Roma 1960: 13° Lugar - Tokio 1964: 4° Lugar - México 1968: 9° Lugar - Múnich 1972: 6° Lugar - Montreal 1976: 9° Lugar - Moscú 1980: No calificó - Los Ángeles 1984: No calificó - Seúl 1988: 7° Lugar - Barcelona 1992: 8° Lugar - Atlanta 1996: 10° Lugar - Sídney 2000: No calificó - Atenas 2004: 6° Lugar - Pekín 2008: No calificó - Londres 2012: No calificó - Río 2016: No calificó - Tokio 2020: No calificó - París 2024: 12° Lugar |

### Campeonato FIBA Américas
| - 1980: - 1984: 6° Lugar - 1988: - 1989: - 1992: 4° Lugar - 1993: - 1995: - 1997: - 1999: 4° Lugar - 2001: 4° Lugar - 2003: - 2005: 7° Lugar - 2007: - 2009: - 2011: 4° Lugar - 2013: - 2015: 5° Lugar - 2017: 5° Lugar - 2022: 5° Lugar - 2025: ? |

### Centrobasket
| - 1965: - 1967: No calificó - 1969: - 1971: - 1973: - 1975: - 1977: - 1981: - 1985: - 1987: - 1989: - 1991: - 1993: - 1995: - 1997: - 1999: - 2001: - 2003: - 2004: - 2006: - 2008: - 2010: - 2012: - 2014: - 2016: |

### Juegos Panamericanos
| Juegos Panamericanos | Juegos Panamericanos | Juegos Panamericanos | Juegos Panamericanos | Juegos Panamericanos | Juegos Panamericanos |
| -------------------- | -------------------- | -------------------- | -------------------- | -------------------- | -------------------- |
| - 1951: No calificó  |                      | - 1979:              |                      | - 2007:              |                      |
| - 1955: No calificó  |                      | - 1983: 6° Lugar     |                      | - 2011:              |                      |
| - 1959:              |                      | - 1987:              |                      | - 2015: 6° Lugar     |                      |
| - 1963:              |                      | - 1991:              |                      | - 2019:              |                      |
| - 1967: 5° Lugar     |                      | - 1995: 6° Lugar     |                      | - 2023: 7° Lugar     |                      |
| - 1971:              |                      | - 1999:              |                      | - 2027: ?            |                      |
| - 1975:              |                      | - 2003:              |                      |                      |                      |

## Palmarés
- Campeonato FIBA Américas:
  -   Campeón (3): 1980, 1989, 1995
  -  Subcampeón (5): 1988, 1993, 1997, 2009, 2013
  -  Tercer lugar (2): 2003, 2007

- Centrobasket:
  -   Campeón (11): 1973, 1985, 1987, 1989, 1991, 1993, 2001, 2003, 2008, 2010, 2016
  -  Subcampeón (9): 1965, 1971, 1975, 1977, 1981, 1997, 1999, 2004, 2012, 2014
  -  Tercer lugar (3): 1969, 1995, 2006

- Juegos Panamericanos:
  -   Campeón (2): 1991, 2011
  -  Subcampeón (6): 1959, 1971, 1975, 1979, 2007, 2019
  -  Tercer lugar (3): 1963, 1999, 2003

- Juegos Centroamericanos y del Caribe:
  -   Campeón (6): 1962, 1966, 1978, 1993, 2006, 2010, 2018
  -  Subcampeón (6): 1959, 1974, 1982, 1986, 1990, 2002
  -  Tercer lugar (5): 1935, 1954, 1970, 2014, 2023

- Campeonato CBC:
  -   Campeón (1): 2007

- Juegos de la Buena Voluntad:
  -   Campeón (1): 1994